# Pecica
Pecica est une ville roumaine du județ d'Arad, située 25 km d'Arad. Le territoire administratif de la ville s'étend sur le plateau Aradului, il adhère trois villages en milieu rural : Bodrogu Vechi, Sederhat et Turnu.

## Population
Selon le recensement de 2002, la population de la ville compte 13 024 habitants. La répartition ethnique est la suivante : 57,1 % sont des Roumains, 32,6 % de Hongrois, 8,4 % de Roms, 0,6 % de Slovaques, 0,6 % de Serbes et 0,7 % sont d'autres nationalités ou non déclaré.

## Histoire

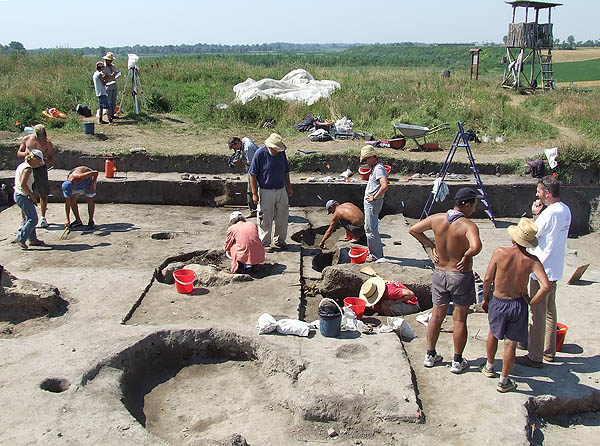
Site archéologique à Pecica

Dans les temps anciens c'était une forteresse daces appelée Ziridava et reste aujourd'hui un site archéologique important.
La première mention dans les documents de la localité remonte à 1335 quand il était connu comme Petk. Sederhat a été enregistrée seulement en 1913, Turnu en 1333 sous le nom de Mok, tandis que Bodrogu Vechi en 1422 sous le nom de Bodruch.
En mars 2010, le maire Petru Antal met en place des panneaux de signalisation routière Citoyens bourrés. Petru Antal explique sa démarche : « Nous sommes une ville proche de la frontière et de nombreuses voitures traversent notre localité en permanence. Mais nous avons aussi une vie nocturne très intense et les deux ne se mélangent pas. Il nous faut donc prévenir les conducteurs, car quand les piétons sont dans cet état là, il n’y a plus rien à faire »

## Économie
Bien que l'économie de la ville soit surtout agricole, l'ouverture du point de passage frontalier à Turnu et les sources thermales est un tremplin pour le développement économique de la ville.

## Tourisme
À Pecica, on peut visiter l'Église catholique romaine et le parc Lunca Mureșului.
La ville est connue pour son pain, appelé pain de Pecica. Et chaque année le week-end qui suit le 15 août, il y a la Fête du Pain. Cette fête est organisée en remerciement pour les récoltes de l'année. Elle est ouverte par une bénédiction du clergé orthodoxe et catholique.

## Jumelage
- Woluwe-Saint-Pierre, Belgique
- Battonya, Hongrie